# 정회동
정회동은 대한민국의 모델이자 배우이다.

## 드라마
- 2016년 ~ 2017년 네이버 TV 웹 드라마 《귀여운 신부》
- 2017년 네이버 TV 웹 드라마 《우리 할 수 있을까? Season Ⅰ》
- 2018년 네이버 TV 웹 드라마 《도시의 밤, 별》 ... 양태평 역
- 2018년 tvN 주말 미니시리즈 《나인룸》
- 2019년 네이버 TV 웹 드라마 《마음이 시키는 대로》
- 2021년 ~ 2022년 MBC 저녁 일일연속극 《두 번째 남편》
- 2022년 TV조선 주말 미니시리즈 《결혼작사 이혼작곡 3》
- 2022년 Seezn 12부작 금요 미니시리즈 《가우스전자》
- 2022년 디즈니+ 수요 미니시리즈 《3인칭 복수》
- 2023년 MBC 저녁 일일연속극 《하늘의 인연》 ... 이 과장 역

## 연극
- 2015년 연극 《특별한 손님》

## 영화
- 2015년 영화 《손님》 ... 환자 3 역
- 2015년 영화 《레볼루션》 ... 정 선생 역
- 2015년 영화 《프로필 도둑》
- 2015년 영화 《지구나 지켜라》 ... 형(병철) 역
- 2016년 영화 《대배우》 ... 《악마의 피》 조명팀 막내 역
- 2016년 영화 《부산행》 ... 감염자 3 역
- 2016년 영화 《판도라》 ... 저장수조 복구조 역
- 2017년 영화 《프레스》 ... 폰 판매원 역
- 2018년 영화 《레슬러》 ... 귀보 체육관 남자 회원 역
- 2019년 영화 《언니》 ... 원조교제 남 1 역
- 2021년 영화 《세자매》 ... 교회 사람들 역
- 2021년 영화 《더블패티》 ... 트렉스 변태 남 역
- 2021년 영화 《네가 내가 되었으면 좋겠다》 ... 동시녹음 & 회동 역
- 2021년 영화 《그런 일은 일어나지 않았지》 ... 동시녹음 & 회동 역
- 2022년 영화 《갓길로 달리는 코뿔소》 ... 청무관 단원 2 역
- 2022년 영화 《내가 못 나가는 것도 아닌데》 ... 동시녹음 & 헌팅의 추격자 붐맨 역
- 2022년 영화 《사잇소리》 ... 퀵보드 택배기사 역
- 2023년 영화 《여기도 사람 있어요》 ... 회동이 형 / 로케이션 매니저 역

## CF
- 2020년 CF 《에쓰오일 7 - 엔진에 오일칠 승차감 편》

## 공연
- 2022년 공연 《기담야행》